# Fàbrica Burés (Sant Joan de Vilatorrada)
La Fàbrica Burés, coneguda també com a Fàbrica del mig, fou una fàbrica de riu tèxtil situada a Sant Joan de Vilatorrada, al peu del riu Cardener, que entrà en funcionament el 1860 i va estar activa, l'edifici principal, fins al 1965 (tot i que algunes de les construccions adossades acolliren altres empreses). Fou la primera fàbrica dels Burés, amb la qual aquesta família, que abans havien estat fusters, van introduir-se en el ram del tèxtil fins a esdevenir una destacada nissaga d'industrials, amb fàbriques, posteriorment, a Castellbell i el Vilar (El Burés) i a Anglès (Fàbrica Burés d'Anglès).

## Història
Els orígens de la fàbrica es remunten a l'amistat que unia Francesc Burés i Balet, fuster d'ofici, i Oleguer Borràs i Castelltort, teixidor, els quals a més a més van emparentar-se el 1854 quan el fill del primer, Esteve Burés i Arderiu es va casar amb la filla del segon, Raimonda Borràs i Pons. Burés i Borràs, atents a les expectatives que oferia la fabricació de teixits de cotó com a indústria de futur, havien estat resseguint el curs fluvial del Cardener buscant algun salt d'aigua on instal·lar-se, fins que van trobar com a idoni el lloc de Sant Joan. El 1851 van comprar el permís per construir una resclosa, que compartirien, a més d'ells dos, amb Francesc Gallifa. Burés va crear una societat amb els seus fills amb el nom de Francisco Burés i Compañía i l'edifici de la fàbrica es va construir pels volts del 1860. El capital social era de 178.000 rals, disposava de setze telers, 1.500 fusos i tenia 36 treballadors. Quan Francisco Burés va morir, els seus fills es van fer càrrec de la companyia, i el 1869 va passar a anomenar-se Burés Hermanos. L'interès dels nous propietaris va anar disminuint a mesura que s'interessaven per uns nous terrenys a Castellbell i el Vilar on van fundar la Colònia Burés. L'aiguat del 1907 va inundar aquesta fàbrica com moltes altres del Cardener. El 1911, seguint el model de colònia, es van construir al costat de la fàbrica un grup de cases per als treballadors de la fàbrica formant un carrer, que és l'actual carrer Burés, on també s'hi va aixecar una carnisseria, una barberia i una sala de ball. El 1922 constava com a propietari Jaume Campmajor i comptava amb 30 treballadors: 25 dones i 5 homes. Campmajor va regir la fàbrica fins a l'any 1958, quan un empresari sabadellenc, Pere Riba i Doménech, es va fer càrrec del negoci. Era l'origen de l'actual Auxiliar Tèxtil Riba, que va tenir el seu primer emplaçament en aquesta fàbrica fins que el 1965 va adquirir els actuals terrenys de Tèxtil Riba (al carrer Carretera de Calaf) i la fàbrica va quedar totalment abandonada.

## Descripció
La fàbrica Burés està situada entre la fàbrica Borràs i fàbrica Gallifa, amb les quals compartia les infraestructures hidràuliques de resclosa i rec per a la producció d'energia. És un conjunt arquitectònic format per l'edifici de la fàbrica i diverses construccions de diferents èpoques que hi són adossades. Està orientada perpendicularment al riu Cardener en sentit est-oest, i l'entrada principal és al cantó de llevant, a tocar del riu, ja que la banda de ponent limita directament amb el rec de la resclosa. L'edifici de la fàbrica pròpiament dita consta de planta baixa i dos pisos, amb coberta a quatre aigües amb teula. Els murs són de maçoneria tot i que actualment tot l'exterior és arrebossat. A les façanes del nord, migdia i llevant hi ha grans finestrals rectangulars que li proporcionen la il·luminació natural. Molts d'aquests finestrals estan reforçats amb dovelles de maó. Entre les diverses construccions que hi ha adossades a les quatre façanes formant un complex conjunt, destaca especialment la de la façana de ponent, ja que és la més antiga i es troba a tocar de la resclosa. Es tracta d'un cos rectangular amb finestres irregulars que arriba fins a l'altura del primer pis. També destaca la torre d'antiga factura adossada al cantó nord-est. Els coberts que s'adossen als cantons de Ponent i Llevant són d'edificació recent i actualment s'aprofiten encara com a seu d'indústries i tallers.